# 에이글역
에이글역(프랑스어: Gare de Aigle)은 스위스 보주의 에이글 지자체에 있는 기차역이다. 스위스 연방 철도의 표준궤 심플론선의 중간 정류장이다. 3개의 1,000mm 미터궤 노선(에이글–레상, 에이글–올롱–몽테–샹페리 및 에이글–세페이–다이블르레선)은 샤블레 대중교통(Transports Publics du Chablais)에 의해 운영된다.

## 운행편
2021년 12월 시간표 변경에 따라 에이글에서 다음 서비스가 정차한다.
- 인터레기오 : 제네바 공항과 브리크 사이를 30분 간격으로 운행.
- 레기오익스프레스 :
  - 안마스와 생모리스 사이를 매시간 운행.
  - 레낭 VD와 생모리스 사이를 매일 왕복.
- 레기오 :
  - 30분마다 몽테까지 운행하며 다른 모든 열차는 샹페리까지 운행.
  - 레디아블르레까지 매시간 운행.
  - 레상 그랑 호텔(Leysin-Grand-Hôtel)까지 매시간 운행 .
- RER 보 S2 / S5 : 로잔까지 30분 운행, 발로브 및 그랑송까지 매시간 운행 ; 주중에는 벡스까지 매시간 운행하고, 생모리스까지 제한된 운행.